# Сноу (острів)
Острів Сноу (англ. Snow Island), російська назва Малий Ярославець — острів в архіпелазі Південні Шетландські острови.
Розташований приблизно за 6 км на північний захід від острова Лівінгстон, від якого відділений протокою Мортон, а також в 140 км від Антарктиди. Довжина -  приблизно 16 км, ширина - 8 км. Площа острова — 120,4 км² Його максимальна висота досягає 210 м над рівнем моря, довжина берегової лінії — 58 км. Повністю вкритий льодовиком.

## Історія
Відкритий британським мореплавцем Вільямом Смітом 19 лютого 1819 року. в лютому 1821 р. російська експедиція пд керівництвом Фабіана Готтліба фон Беллінгсгаузена повторно "відкрила" острів, описала його південне узбережжя та дала назву Малий Ярославець - на честь битви Російської імперії проти військ Наполеона під м. Малоярославцем у 1812 році.